# Зупинка на вимогу (телесеріал)
«Зупинка на вимогу» — російський серіал 2000 року. У 2001 році було знято продовження «Зупинка на вимогу 2».
На думку видання «Коммерсант Власть» — яскравий приклад службового роману в російському серіалі.

## Сюжет

### 1 сезон
Серіал починається в російській глубинці, з того, що головний герой Андрій Смірнов після сварки з дружиною виявляється на вулиці, на зупинці на вимогу. Він вирішує поїхати до мами. Проїзджаюча повз у своїй машині Ірина Кленіна випадково зауважує Андрія і вирішує його підкинути, але потім він затримується у неї вдома. Між ефектною діловою жінкою, жорстким і розважливим керівником і скромним інтелігентом, що живуть на зарплату і не підвищує голосу, несподівано починається роман. Життя Андрія швидко змінюється, і він починає працювати на Ірину. Ситуація ускладнюється тим, що між колишнім чоловіком Кленіної і дружиною Андрія теж виникають відносини.

### 2 сезон
Андрій Смірнов йде від Ірини. Він заробляє велику суму грошей і знову з'єднується зі своєю колишньою дружиною Наталкою. Ірині доводиться рятувати свого екс-чоловіка Кленіна від низки невдач.

## У ролях
- Дмитро Пєвцов — Андрій Смирнов
- Ольга Дроздова — Ірина Кленина
- Андрій Руденський — Сергій Кленін
- Анна Большова — Наташа Смирнова
- Олександр Семчев — Жора
- Олександр Олешко — Дімочка
- Віктор Вержбицький — Макішев
- Марія Аронова — Гера
- Віталій Соломін — слідчий Іщенко (2 сезон)
- Валерій Гаркалін — Ясинський (2 сезон)
- Володимир Єрьомін — Шепетілов
- Олеся Судзиловська — Соня
- Георгій Дронов — робітник на будівництві (2 сезон)
- Олексій Шмаринов — лікар
- Оксана Сташенко — Надя, перукар (2 сезон)
- Катерина Гусєва — Катя, вихователь дитячого садка (1 сезон)
- Станіслав Дужников — Саша, фізрук
- Вікторія Толстоганова — Люся
- Галина Польських — Ніна Павлівна
- Ігор Фокін — Курносов (2-й сезон)

## Серії
| 1 сезон - 1 серія — «Автобуси не ходять» — 4.10.2000 - 2 серія — «Зміна маршруту» — 18.10.2000 - 3 серія — «Пасажири з дітьми» — 25.10.2000 - 4 серія — «Запасний вихід» — 1.11.2000 - 5 серія — «Проїзний квиток» — 15.11.2000 - 6 серія — «Жовте світло» — 22.11.2000 - 7 серія — «Стоянка заборонена» — 29.11.2000 - 8 серія — «Кінцева» — 7.12.2000 | 2 сезон - 1 серія — «Нічний поворот» — 13.12.2001 - 2 серія — «Квартирне питання» — 14.12.2001 - 3 серія — «Досьє на Кленина» — 17.12.2001 - 4 серія — «Єдність і боротьба» — 18.12.2001 - 5 серія — «Зміна місць» — 19.12.2001 - 6 серія — «Чужі ігри» — 20.12.2001 - 7 серія — «Нові ролі» — 25.12.2001 - 8 серія — «Сварки і примирення» — 26.12.2001 - 9 серія — «Сумніви і тривоги» — 27.12.2001 - 10 серія — «Година пік» — 28.12.2001 |

## Нагороди
- 2001 — Премія «ТЕФІ» в номінації Продюсер — Костянтину Ернсту, Анатолію Максимову, Джаніку Файзієву
- 2001 — Фестиваль ігрового телекіно «Сполохи-2001» (Архангельськ):
- Гран-прі фестивалю
- Приз за кращу жіночу роль — Ользі Дроздової

## Цікаві факти
- Роль слідчого Іщенко стала однією з останніх в кар'єрі Віталія Соломіна.
- У 2000 році був знятий документальний фільм про зйомки "Зупинка на вимогу. Післямова "
- Серіал частково знімався в Підмосков'ї в містечку Заріччя.

## Знімальна група
- Сценарій: Олексій Слаповський
- Режисери: Віллен Новак, Джанік Файзієв
- Оператор: Вадим Алісов
- Художник: Ілля Амурський
- Художник по костюмах: Наталія Іванова
- Композитор: Володимир Дашкевич
- Продюсери: Леонід Верещагін, Костянтин Ернст, Анатолій Максимов

## Технічні дані (DVD, Відеокасета)
- Видавець: Перша відеокомпанія
- Формат: 16: 9
- Треки: Dolby Digital 2.0
- Регіон: 5
- Час релізу: 2005 рік (DVD), 2003 рік (Відеокасета)
- Мова російська
- Субтитри: відсутні
- Тривалість: 1 сезон — 416 хв., 2 сезон — 520 хв.